# Hofje van Kuypers
Het Hofje van Kuypers is een hofje in Den Haag. Het hofje werd in 1773 gesticht en bevindt zich aan de Denneweg. Het wordt ook het Hofje van Susanna Zürkann genoemd.
Het hofje werd ontworpen en gebouwd door Arnoldus Theodorus Zodaer, meester-timmerman en schrijnwerker. Het bestond uit achttien huisjes, waarvan er zestien zijn overgebleven. Achter dit hofje ligt het hofje van de Nieuwe Schoolstraat 97-103. In 1786 werd het hofje verkocht aan Adrianus Kuypers, naar wie het toen vernoemd werd. In 1819 kwam het in handen van Susanna Zürkann, die ook haar naam aan het hofje gaf.
De geprofileerde friezen die de ramen van de zolderverdieping met elkaar verbinden zijn kenmerkend voor de architect.